# 16世紀以前のスポーツ
この記事では16世紀以前のスポーツ（16せいきいぜんのスポーツ）の歴史について述べる。

## 主な出来事

### 紀元前
- 紀元前3400年 - 紀元前3100年頃 - エジプトで弓矢や投げ棒を使用
- 紀元前3200年頃 - エジプト・ナガダで印章にクロール・スイマーが描かれる
- 紀元前1580年 - オリンピア出土の円盤の碑文によれば、最初のオリンピアの競技開催
- 紀元前1195年 - パウサニアスによれば、ヘラクレスの競技開催
- 紀元前776年 - 記録に残る最古のオリンピア競技会（第1回古代オリンピック）
- 紀元前752年 - 古代オリンピックの優勝者に初めてオリーブの枝が与えられる
- 紀元前720年 - 古代オリンピックで競技が裸体で行われるようになる
- 紀元前650年頃 - ローマ王タルクイニウス・プリスクス、ローマにキルクス・マクシムスを建造したといわれる
- 紀元前582年頃
イストミア競技会始まる（2年に1度）
ピュティア競技会始まる（4年に1度）
- 紀元前573年 - ネメア競技会始まる（2年に1度）
- 紀元前565年頃 - パンアテナイア競技会始まる
- 紀元前430年 - 紀元前400年 - コス島のヒポクラテス、体操術を治療やマッサージとして利用
- 紀元前5世紀 - ピンダロス、勝利者賛歌を作る
- 紀元前396年 - スパルタ王の娘、キュニスカが戦車競走において、女性として初めてオリンピック優勝
- 紀元前388年 - ボクシングに出場したエウポロスは、オリンピア競技会で対戦相手に賄賂を贈ったため罰金を科せられ、その罰金でゼウスの像が建てられた
- 紀元前387年 - プラトン、アカデメイアを創設し、音楽と体育とを中心とする教育思想を展開
- 紀元前356年 - マケドニア王フィリッポス2世、オリンピックの競馬に勝利
- 紀元前4世紀頃 - 中国の春秋戦国時代、斉の国で蹴鞠が誕生する
- 紀元前2世紀末 - ピュティア競技会廃止
- 紀元前80年 - ローマのスッラ、オリンピア競技会をローマで開催
- 紀元前73年 - 剣闘士スパルタクスの反乱発生
- 紀元前31年 - アウグストゥス、ローマとニコポリスにギリシャを模範とした「アクティウム競技会」を創設。「イソリンピック」と呼ばれる

## 1千年紀
- 67年 - ローマ皇帝ネロの都合により65年のオリンピア大祭を2年延期
- 75年 - コロッセウム建設開始
- 393年 - 記録に残る最後のオリンピア祭典競技（第293回）
- 394年 - テオドシウス1世、オリンピックを禁止
- 426年 - テオドシウス2世、異教神殿破壊令を発し、オリンピア祭典競技施設を破壊
- 453年 - アッティラの葬礼で競馬開催
- 469年（雄略天皇13年） - 雄略天皇、采女に相撲をとらせる
- 520年 - ユスティヌス1世、シリアのセレウカで41年～54年頃から開催されてきた「オリンピック」を禁止
- 532年 - コンスタンティノープルの競馬場で、競技中にユスティニアヌス1世に対する「ニカの反乱」発生
- 563年 - ユスティニアヌス1世、テオドシウス1世のオリンピック禁止令を復活
- 627年～649年 - 唐の太宗がポロを見る
- 642年8月22日（皇極天皇元年7月22日） - 皇極天皇、百済の使者の饗宴のために健児に相撲をとらせる
- 7世紀末 - ローマのキルクス競技、イタリアで中止される
- 701年6月15日（大宝元年5月5日）- 日本初の蹴鞠会が開かれたと『本朝月令』や『古今著聞集』に記される
- 734年8月10日（天平6年7月7日） - 聖武天皇の天覧相撲が行われる
- 821年（弘仁12年） - 相撲節会、内裏式に定められる
- 905年（延喜5年） - 仁寿殿での蹴鞠会における坂上是則の活躍が『西宮記』に記される

## 11世紀から16世紀
- 1124年 - レオン王アルフォンソ7世の結婚式でスペイン最初の闘牛挙行
- 1189年 - 源頼朝の上覧相撲が鎌倉鶴岡八幡宮にて行われる
- 1200年 - このころ、『ニーベルンゲンの歌』などの英雄叙事詩が作成され、数々の騎士的スポーツが描かれる
- 1227年 - ベルギー・フリーデンで「射手ギルド」が結成
- 1230年 - ガルニュー、フランス最初の「球戯館」建設
- 1297年 - 森林法、イングランド下層民の狩猟を禁止
- 1313年 - イングランド王エドワード2世、ロンドン市内でのフットボールを禁止
- 1336年4月26日 - ペトラルカ、フランスのヴァントゥ山に登頂
- 1365年 - イングランド王エドワード3世、フットボールを禁止
- 1449年 - イングランド王ヘンリー6世の勅令で「disportus」という語が使用される
- 1450年 - ジュ・ド・ポームでラケットが使用される
- 1493年 - ヴェネツィアで女性のレガッタ開催
- 1511年 - チェスターで競馬開催
- 1522年 - 捶丸（中国式ゴルフ）のルール集『九経』著される
- 1532年 - 竹内久盛、竹内流柔術創始
- 1538年 - ドイツのヴィンマン、世界初の『水泳教本』を著す
- 1539年 - ナポリで乗馬学校創立
- 1555年 - スカイノ、『球戯論』を著す
- 1559年 - フランス王アンリ2世、娘イザベラの結婚式でのトーナメントで負傷
- 1569年 - メルクリアリス、『体育論』を著す
- 1577年 - フットボールでゴール、初めて出現

## 人物

### 紀元前
- イピトス（紀元前9世紀、古代ギリシャ・エリス王、古代オリンピックの復興者）
- コロイボス（紀元前8世紀、古代ギリシャ・エリスの競走選手、第1回古代オリンピック優勝者）
- ミロン（紀元前6世紀、古代ギリシャ・クロトンのレスリング選手）
- ドロメオス（紀元前5世紀、古代ギリシャ・スティンファロスの競走選手）
- テアゲネス（紀元前5世紀、古代ギリシャ・タソスの格闘技選手）
- ディアゴラス（紀元前5世紀、古代ギリシャ・ロードスのボクシング選手）
- ヒポクラテス（紀元前460年 - 紀元前377年、医学の父）
- クセノポン（紀元前430年 - 紀元前354年頃、『騎馬術』の著者）
- プラトン（紀元前427年 - 紀元前347年、哲学者、スポーツ教育論）
- キュニスカ（紀元前4世紀、古代ギリシャ・スパルタ王女、初のオリンピック女性優勝者）
- フィリッポス2世（紀元前382年 - 紀元前336年、マケドニア王、オリンピックの競馬、戦車競走で優勝）
- ロドスのレオニダス（紀元前2世紀、古代ギリシャ・ロードスの競走選手）

### 1世紀から16世紀
- ガレノス（129年頃 - 200年頃、医学者）
- ペトラルカ（1304年 - 1374年）
- フェデリコ・グリソ（16世紀頃、イタリアの乗馬師範）
- アントニオ・スカイノ（1524年 - 1612年、球戯師範）
- ヨシアス・シムラー（1530年 - 1576年、スイスの神学者、『アルプス回想録』の著者）
- ヒエロニムス・メルクリアリス（1530年 - 1606年、『体育論』の著者）
- アルカンジュ・ツカロ（1538年頃 - 1616年頃、運動師範）
- 柳生宗矩（1571年（元亀2年） - 1646年5月11日（正保3年3月26日）、剣術家）
- ロバート・ドーバー（1575年 - 1641年、スポーツのパトロン）
- 宮本武蔵（1584年（天正12年）? – 1645年6月13日（正保2年5月19日）、剣術家）